# Lespinoy
Lespinoy é uma comuna francesa na região administrativa de Altos da França, no departamento de Pas-de-Calais. Estende-se por uma área de 3,96 km². Em 2010 a comuna tinha 223 habitantes (densidade: 56,3 hab./km²).